# Flag football en Venezuela
El Flag football en Venezuela es una modalidad de fútbol americano o canadiense que se juega en Venezuela. Es dirigido por la Asociación Venezolana de Flag Football (AVFF). 

## Historia
En 1999 comenzó a jugarse este deporte entre los estudiantes de la Universidad Tecnológica del Centro (UNITEC) del estado Carabobo. En febrero de 2000, un equipo venezolano participó en la Copa del Mundo de Flag Football organizado por The International Flag Football Festival (IFFF) en Cancún, México.
Dos años después, al existir varios clubes de este deporte, se conformó la Liga Carabobeña de Flag Football (LCFF) en Valencia, la que se transformaría después en la Asociación Venezolana de Flag Football.

## Asociación Venezolana de Flag Football
Tiene su sede en Valencia. Varios equipos de Carabobo, Distrito Capital, Zulia y Aragua están inscritos en la AVFF. La AVFF está afiliada a la Federación Internacional de Fútbol Americano (IFAF) y a la Federación Panamericana de Fútbol Americano (PAFAF).